# 湖北康天电力足球俱乐部
湖北康天电力足球俱乐部，是中国职业足球俱乐部，于2005年成立，以原三峡大学大学生球员为基础，2009年正式注册成为职业俱乐部，参加中国足球乙级联赛。

## 俱乐部历史
在2007年及2008年，三峡大学队以全国大学生联赛冠军身份连续两年参加了乙级联赛决赛阶段的比赛，最终在半决赛失利，离冲甲仅一步之遥。由于这一成功的先例，2009年球队正式注册成为职业俱乐部，参加中国足球乙级联赛的预赛。主场也从三峡大学所在地宜昌市搬迁到咸宁市。球队获得武汉企业的赞助，冠名为三峡大学康天电力队，简称三大康天。
2010年，球队名称上出现变化，以“湖北康天”的名字参加乙级联赛，原因是湖北康天队球员都已从三峡大学毕业，也从成都谢菲联梯队里挖来不少球员，球队已经和三峡大学没有了任何关系。并且将主场从咸宁迁至汉口，立下冲甲目标。为此，俱乐部投入重金，多方招兵买马，请来湖北名帅殷立华执教，但球队在联赛开局即遭三连败。殷立华主动请辞下课。

## 外部連結
- 三大康天足球俱乐部正式成立 球队发展进入新阶段 （页面存档备份，存于）